# Kleingewässer Achterberg
Kleingewässer Achterberg este o arie protejată (arie specială de conservare — SAC, sit de importanță comunitară — SCI) din Germania întinsă pe o suprafață de 2,77 ha, integral pe uscat.

## Localizare
Centrul sitului Kleingewässer Achterberg este situat la coordonatele 52°16′55″N 7°04′12″E / 52.2819°N 7.07°E.

## Înființare
Situl Kleingewässer Achterberg a fost declarat sit de importanță comunitară în ianuarie 2005 pentru a proteja 1 specie de plante. Situl a fost protejat și ca arie specială de conservare în iunie 2016.

## Biodiversitate
Situată în ecoregiunea atlantică, aria protejată conține 4 habitate naturale: Ape oligotrofe din câmpii nisipoase, cu un conținut foarte redus de minerale (Littorelletalia uniflorae), Ape stătătoare oligotrofe până la mezotrofe, cu vegetație de Littorelletea uniflorae și/sau de Isoëto-Nanojuncetea, Pajiști umede nord-atlantice cu Erica tetralix, Depresiuni pe substraturi de turbă de Rhynchosporion.
La baza desemnării sitului se află o specie protejată de  plante: Luronium natans.
Pe lângă speciile protejate, pe teritoriul sitului au mai fost identificate 10 specii de plante.